# Escola Donya Magdalena
L'Escola Donya Magdalena és un edifici del centre de Terrassa (Vallès Occidental), situat al carrer de Sant Isidre, protegit com a bé cultural d'interès local. Actualment allotja l'Oficina Municipal d'Escolarització i el Consell Escolar Municipal.

## Descripció

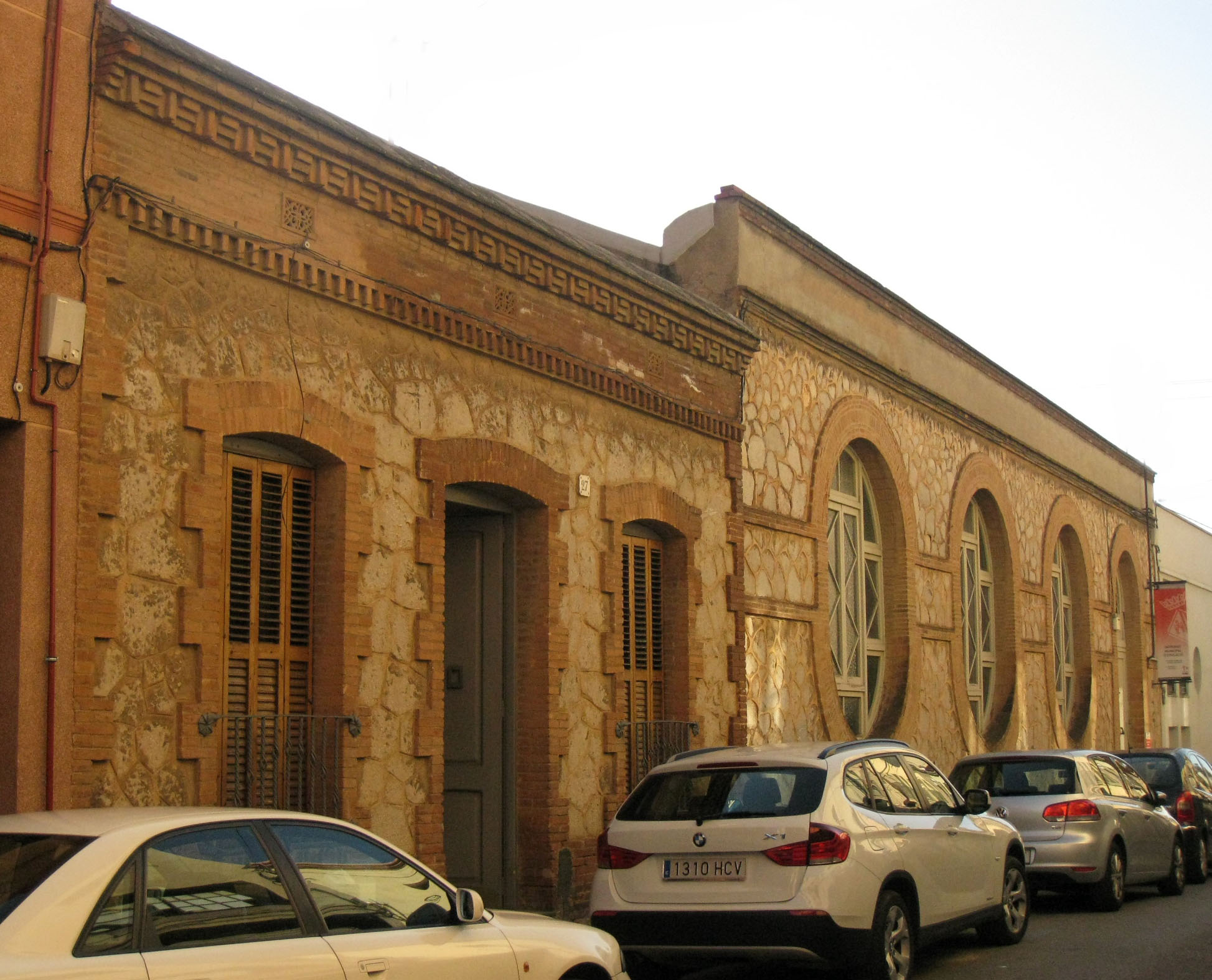
La casa i l'escola Donya Magdalena

És un edifici entre mitgeres d'una sola planta. La construcció és de paredat antic, amb totxo vist al sòcol, les verdugades, el perfil de les finestres i les cornises. Com a element destacat, té les obertures que són de forma arrodonida.
A l'esquerra de l'escola hi ha l'antiga casa de la mestra, de tipologia semblant, però amb les obertures (porta i dues finestres) d'arc rebaixat i decoració geomètrica a l'acabament de la façana.